# 新华街道 (茂名市)
新华街道，是中华人民共和国广东省茂名市茂南区下辖的一个乡镇级行政单位。

## 行政区划
新华街道下辖以下地区：
新华北社区、新华西社区、新华东社区、铁路社区和茂油公馆社区服务站。